# Colletes genalis
Colletes genalis là một loài Hymenoptera trong họ Colletidae. Loài này được Friese mô tả khoa học năm 1909.